# Keeper (film)
Keeper is een Belgisch-Zwitsers-Franse film uit 2015, geregisseerd door Guillaume Senez. De film ging in première op 7 augustus op het internationaal filmfestival van Locarno.

## Verhaal
Mélanie en Maxime, twee vijftienjarigen zijn hevig verliefd op elkaar. Op een dag ontdekt Mélanie dat ze zwanger is en Maxime wil koste wat koste het kindje behouden.

## Rolverdeling
| Acteur             | Personage   |
| ------------------ | ----------- |
| Gallatéa Bellugi   | Mélanie     |
| Laetitea Dosch     | Patricia    |
| Correntin Lobet    | coördinator |
| Sam Louwyck        | Patrick     |
| Kacey Mottet Klein | Maxime      |
| Catherine Salée    | Nathalie    |

## Prijzen en nominaties
| jaar | prijs                    | categorie                | genomineerde(n) | uitslag     |
| ---- | ------------------------ | ------------------------ | --------------- | ----------- |
| 2017 | Magritte du cinéma       | Beste film               | Beste film      | Genomineerd |
| 2017 | Magritte du cinéma       | Beste vrouwelijke bijrol | Catherine Salée | Gewonnen    |
| 2017 | Magritte du cinéma       | Beste montage            | Julie Brenta    | Gewonnen    |
| 2017 | Magritte du cinéma       | Beste debuutfilm         | Guillaume Senez | Gewonnen    |
| 2015 | Filmfestival van Locarno | Europa Cinemas Label     | Guillaume Senez | Gewonnen    |